# 1937年ウィンブルドン選手権
1937年 ウィンブルドン選手権（1937ねんウィンブルドンせんしゅけん、The Championships, Wimbledon 1937）に関する記事。イギリス・ロンドン郊外にある「オールイングランド・ローンテニス・アンド・クローケー・クラブ」にて開催。

## シード選手

### 男子シングルス
1. ドン・バッジ　（初優勝）
2. ゴットフリート・フォン・クラム　（準優勝）
3. ヘンナー・ヘンケル　（ベスト8）
4. ヘンリー・オースチン　（ベスト4）
5. ブライアン・グラント　（ベスト8）
6. ロデリク・メンツェル　（1回戦）
7. ビビアン・マグラス　（ベスト8）
8. フランク・パーカー　（ベスト4）

### 女子シングルス
1. ヘレン・ジェイコブス　（ベスト8）
2. ヒルデ・スパーリング　（ベスト8）
3. アニタ・リザナ　（ベスト8）
4. ヤドヴィガ・イェンジェヨフスカ　（準優勝）
5. アリス・マーブル　（ベスト4）
6. シモーヌ・マチュー　（ベスト4）
7. ドロシー・ラウンド　（優勝、3年ぶり2度目）
8. ケイ・スタマーズ　（4回戦）

### 男子ダブルス
1. ジョージ・ヒューズ＆ レイモンド・タッキー
2. ドン・バッジ＆ ジーン・マコ
3. ゴットフリート・フォン・クラム＆ ヘンナー・ヘンケル
4. ジャック・クロフォード＆ ビビアン・マグラス

### 女子ダブルス
1. ケイ・スタマーズ＆ フレダ・ジェームズ
2. シモーヌ・マチュー＆ ビリー・ヨーク
3. ヘレン・ジェイコブス＆ ヒルデ・スパーリング
4. イブリン・ディアマン＆ ジョーン・イングラム

### 混合ダブルス
1. ドン・バッジ＆ アリス・マーブル
2. イボン・ペトラ＆ シモーヌ・マチュー
3. フランク・ワイルド＆ メアリー・ホイットマーシュ
4. ノーマン・ファーカーソン＆ ケイ・スタマーズ

## 大会経過

### 男子シングルス
準々決勝
- ドン・バッジ vs.  ビビアン・マグラス　6-3, 6-1, 6-4
- フランク・パーカー vs.  ヘンナー・ヘンケル　6-3, 7-5, 4-6, 4-6, 6-2
- ヘンリー・オースチン vs.  ブライアン・グラント　6-1, 7-5, 6-4
- ゴットフリート・フォン・クラム vs.  ジャック・クロフォード　6-3, 8-6, 3-6, 2-6, 6-2

準決勝
- ドン・バッジ vs.  フランク・パーカー　2-6, 6-4, 6-4, 6-1
- ゴットフリート・フォン・クラム vs.  ヘンリー・オースチン　8-6, 6-3, 12-14, 6-1

### 女子シングルス
準々決勝
- ドロシー・ラウンド vs.  ヘレン・ジェイコブス　6-4, 6-2
- シモーヌ・マチュー vs.  アニタ・リザナ　6-3, 6-3
- ヤドヴィガ・イェンジェヨフスカ vs.  マーガレット・スクリブン　6-1, 6-2
- アリス・マーブル vs.  ヒルデ・スパーリング　7-5, 2-6, 6-3

準決勝
- ドロシー・ラウンド vs.  シモーヌ・マチュー　6-4, 6-0
- ヤドヴィガ・イェンジェヨフスカ vs.  アリス・マーブル　8-6, 6-2

## 決勝戦の結果
男子シングルス
- ドン・バッジ vs.  ゴットフリート・フォン・クラム　6-3, 6-4, 6-2

女子シングルス
- ドロシー・ラウンド vs.  ヤドヴィガ・イェンジェヨフスカ　6-2, 2-6, 7-5

男子ダブルス
- ドン・バッジ＆ ジーン・マコ vs.  ジョージ・ヒューズ＆ レイモンド・タッキー　6-0, 6-4, 6-8, 6-1

女子ダブルス
- シモーヌ・マチュー＆ ビリー・ヨーク vs.  フィリス・キング＆ エルシー・ピットマン　6-3, 6-3

混合ダブルス
- ドン・バッジ＆ アリス・マーブル vs.  イボン・ペトラ＆ シモーヌ・マチュー　6-4, 6-1